# أبرشيات غرينادا
غرينادا دولة جزيرية في الكاريبي تنقسم إلى وحدات إدارية تدعي بالإبريشيات.
الأبريشية وحدة إدارية أو منطقة كانت تاريخياً تحت رعاية الكنيسية وتخدم كوحدة محلية للإدارة الكنيسية (أنظر الأبريشية). ولاحقاً تم استخدامها لواضعي الخرائط لتحديد الأراضي. تقليدياً قرية أو مستعمرة تدخل المسيحية تحت رعاية الكنيسة وتكبر لتصبح بلدة ثم مدينة. لذلك أصبحت الأبريشية الوحدة الإدارية لكثير من الدول كوحدة إدارية صغيرة للحكومة المحلية.
اختلاف حجم وشكل كل أبريشية يرجع إلى التأثر بتاريخ الجزيرة ومطالبات الأراضي ومنحها إلى المستعمرين الأوائل خلال سنين الاستعمار للجزيرة.
عقدين بعد نزول باربادوس الحاكم الفرنسي لمارتينيك، جاك ديل دو باركيه (Jacques-Dyel du Parque) إشترت غرينادا من الشركة الفرنسية وأنشأ مستعمرة في عام 1650 لما كان يعرف باسم القلعة الملكية (Fort Royal) في أبريشية الأراضي السفلى (Ville Ft. Royal situé à Paroisse de la Basse Terre). وهذا أدى إلى أول ظهور لحدود الإبريشية.
رسم رسام الخرائط جاك نيكولاس بلين (1703-1772) عدة خرائط لجزيرة غرينادا تظهر حدود الأبريشيات الفرنسية ونشر باسم «خريطة جزيرة غرينادا» (Carte de L'Isle de la Grenade) في باريس عام 1756.
في عام 1763 كانت الجزيرة تحت الحكم البريطاني وظهرت خريطة بواسطة رسام الخرائط بيرون إدواردز (Bryon Edwards ) في عام 1818 (في J. Cooke's History of the West Indies)، تحتوي على البلدات والقرى وتقسيم الجزيرة كأرباع (quarters) وكتب عليها بالإنجليزية.
بعد قرن من الزمان استلمت فرنسا إلى بريطانيا وتنازلت عن الجزيرة في عام 1763 لبريطانيا تحت إتفاقية باريس. وسيطر الأنجليز على المصليات (Chaples of Ease) والكنائس المحلية وتم تحويلها إلى الكنائس الأبريشية (Church of England parish church)، مما قاد إلى تكون معلومات جديدة لهذه الأبريشيات الجديدة المسماة بأسماء جديدة. الحدود لهذه الأبريشيات الستة كانت محددة ومعروفة لدى قاطني الجزيرة وتم أخذ أسماء الكنائس لهذه المناطق.  
العاصمة الوطنية سانت جورجز تقع في إبريشية سانت جورج، حتى هذا اليوم حدود الأبريشيات محددة ومعروفة.
الأبريشيات الستة هي:
| الرقم.                                                     | الأبريشية                         | العاصمة                       | المساحة (كم²) | تعداد السكان (حدود 2001) | الكثافة السكانية كم−2 |
| ---------------------------------------------------------- | --------------------------------- | ----------------------------- | ------------- | ------------------------ | --------------------- |
| 1                                                          | أبريشية سانت أندرو Saint Andrew   | غرينفيل Grenville             | 99            | 24,749                   | 249.98                |
| 2                                                          | أبريشية سانت ديفيد Saint David    | سانت ديفيدز St. David's       | 44            | 11,486                   | 261.04                |
| 3                                                          | أبريشية سانت جورج Saint George    | سانت جورجز St. George's       | 65            | 37,057                   | 570.10                |
| 4                                                          | أبريشية سانت جون Saint John       | غويافي Gouyave                | 35            | 8,591                    | 245.46                |
| 5                                                          | أبريشية سانت مارك Saint Mark      | فيكتوريا Victoria             | 25            | 3,994                    | 159.76                |
| 6                                                          | أبريشية سانت باتريك Saint Patrick | ساوتير Sauteurs               | 42            | 10,674                   | 254.14                |
| هذه الجزيرتان من جزر غرينادين وهي تحمل صفة توابع لغرينادا. |                                   |                               |               |                          |                       |
| —                                                          | كارياتسو Carriacou                | هيلزبره Hillsborough          | 34            | 6,081                    | 178.85                |
| —                                                          | بتيتي مارتينيك Petite Martinique  | القرية الشمالية North Village | 2.4           | 900                      | 375.00                |
|                                                            | غرينادا                           | سانت جورجز                    | 344           | 102,632                  | 298.35                |

1. ↑  From Petite Martinique Census 2006